# Cecil D. Andrus
Pour les articles homonymes, voir Andrus.
Cecil Dale Andrus, né le 25 août 1931 à Hood River (États-Unis) et mort le 24 août 2017 à Boise(États-Unis),, est un écrivain et homme politique américain.
Membre du Parti démocrate, il est gouverneur de l'Idaho entre 1971 et 1977 et entre 1987 et 1995 ainsi que secrétaire à l'Intérieur des États-Unis entre 1977 et 1981 dans l'administration du président Jimmy Carter.